# I wojna opiumowa
Pierwsza wojna opiumowa znana także jako I wojna chińsko-brytyjska (1839-1842) została rozegrana między Wielką Brytanią a chińską dynastią Qing.
Na początku XIX wieku panujący w Chinach Mandżurowie (dynastia Qing), kierując się nacjonalizacją kapitału, ograniczyli handel z zagranicą do kilku monopolistycznych organizacji kupieckich, znajdujących się pod ich nadzorem. Protestowali przeciwko temu kupcy europejscy, zwłaszcza brytyjscy i francuscy, którzy działali w ramach Kompanii Wschodnioindyjskich. Proponowali oni przede wszystkim otwarcie wielkiego chińskiego rynku zbytu dla swych towarów. Kupując w dużych ilościach herbatę, jedwab, ryż i wytwory rzemiosła, musieli płacić za te towary srebrem, z braku zgody na wwóz do Chin własnych towarów. Dla zrównoważenia bilansu płatniczego kupcy angielscy zaczęli do Chin dostarczać w dużych ilościach opium z upraw w Indiach Brytyjskich. Palenie opium bardzo się w Chinach rozpowszechniło mimo szkodliwego działania na zdrowie palących, a handel nim przybrał formę kontrabandy.
Na polecenie cesarza Daoguanga jego specjalny wysłannik w Kantonie, Lin Zexu, nakazał blokadę faktorii angielskich i zniszczył 20 tys. skrzyń z zarekwirowanym opium. Zmieszał je z wapnem, solą i wodą. W tej postaci wyrzucił je do morza. Niszczenie narkotyku trwało 22 dni. Rząd Wielkiej Brytanii został wezwany przez Anglików do kontrataku i odbicia resztek opium, lecz odmówił, twierdząc, że nie jest w stanie prowadzić wojny z Chinami, co spowodowało rozwiązanie parlamentu i ponowne wybory, to z kolei umożliwiło dojście do władzy zwolenników interwencji w 1839-1842. Eskadra okrętów brytyjskich, wykorzystując duże siły morskie, zaatakowała z zaskoczenia Kanton, a oddziały desantowe piechoty zajęły ten port, później także szereg innych miast przybrzeżnych, łącznie z Szanghajem. 
W Hongkongu nastąpiły negocjacje przedstawicieli, którzy zdecydowali się na stworzenie strefy brytyjskiej w tymże miejscu, lecz zostało to odrzucone zarówno przez cesarza Chin, jak i rząd Anglii. Gdy cesarz zaproponował negocjację, doszło do podpisania traktatu nankińskiego, w ramach którego dozwolono na handel Brytyjczyków w kilku portach, ustalono cło i zezwolono Francuzom na działalność misyjną. 